# 우즈베키스탄-파키스탄 관계
우즈베키스탄-파키스탄 관계는 우즈베키스탄과 파키스탄 간의 외교 관계이다. 우즈베키스탄과 파키스탄은 유엔, 이슬람 협력 기구(OIC), 경제 협력 기구(ECO), 상하이 협력 기구(SCO) 등 다양한 국제 포럼의 회원국이다. 우즈베키스탄-파키스탄 공동 장관급 위원회(JMC)는 정기적으로 개최된다.

## 역사
1991년 소련 붕괴 이후 우즈베키스탄이 독립하면서 두 나라 간의 관계가 수립되었다. 파키스탄은 우즈베키스탄의 독립을 처음으로 인정한 국가 중 하나였지만, 처음에는 양국이 국경을 접하고 있는 아프가니스탄 상황으로 인해 아프가니스탄 파벌에 반대하는 세력을 지지하면서 양국 간의 관계가 긴장되었다. 그러나 탈레반의 몰락과 이슬람 카리모프 대통령의 사망, 그리고 그의 후계자인 샵카트 미르지요예프의 지도 아래 지역 국가들에 대한 우즈베키스탄의 지원 확대가 심화된 이후 관계는 개선되었다. 양국은 아프가니스탄에 대한 양국의 이해관계가 맞아떨어지면서 우호적이고 깊어진 관계를 유지하고 있으며, 우즈베키스탄은 2019년에 공식적으로 탈레반 대표단을 유치했다. 파키스탄은 중앙아시아 시장에 대한 접근을 원하고, 내륙에 있는 우즈베키스탄은 아라비아해의 항구에 접근하기를 원다.

## 경제 관계
양국 간 무역은 2018년과 2019년 사이에 세 배로 증가하며 증가하고 있다. 그러나 2018년 양국 간 무역은 전쟁으로 폐허가 된 아프가니스탄을 통과하는 데 어려움을 겪으면서 9천만 달러로 저조했다. 2018년에 우즈베키스탄 항공이 타슈켄트와 라호르 간의 첫 직항 노선이 시작되었으며, 이는 양국 간 무역을 더욱 증가시킬 것으로 기대된다.

## 우즈베키스탄계 파키스탄인
우즈베키스탄계 파키스탄인의 인구는 약 70,000명이며, 우즈베키스탄에서 온 소수의 우즈베크인 이민자와 북부 아프가니스탄에서 온 훨씬 더 많은 수의 우즈베키스탄 난민 (아프가니스탄계 파키스탄인의 약 2.3%가 우즈베크인)으로 구성되어 있다. 두 언어에서 공통적으로 사용되는 4,000개의 단어는 파키스탄과 우즈베키스탄의 국어에서 찾아볼 수 있다.